# Hamlet (German)
Edward German componeerde zijn versie van Hamlet in 1897. In een eerder stadium had German plannen een werkje te wijden aan deze figuur bedacht door William Shakespeare, doch dit werk werd niet voltooid. Voor een muziekfestival in Birmingham recyclede hij materiaal uit die eerdere versie tot een symfonisch gedicht. Hij sloot zich aan in de reeks van de versie van Franz Liszt en die van Tsjaikovski. In de tijd dat German aan het symfonisch gedicht begon, was het een weinig beoefend genre in het Verenigd Koninkrijk; later zouden meer componisten zich in het genre verdiepen. German volgde in zijn compositie het verhaal, waarin de buisklokken al in het begin het ontij voorspellen. De entree van Koning Claudius is geschreven in een kroningsmars, die aan de statige muziek van Edward Elgar doet denken. Het slot is voor de pauken, die een afnemende hartslag van de hoofdpersoon weergeven.
De première van het werk vond plaats in Birmingham onder leiding van de dirigent Hans Richter en wel op 5 oktober. German gaf zelf nog leiding aan een uitvoering op 16 oktober in Londen.

## Orkestratie
- 3 dwarsfluiten, 2 hobo's, 2 klarinetten, 2 fagotten;
- 4 hoorns, 2 trompeten, 3 trombones, 1 tuba
- pauken, percussie en harp
- violen, altviolen, celli, contrabassen

## Discografie
- Uitgave Dutton Vocalion: BBC Concert Orchestra o.l.v. John Wilson (tevens bron)